# Illa Kodiak

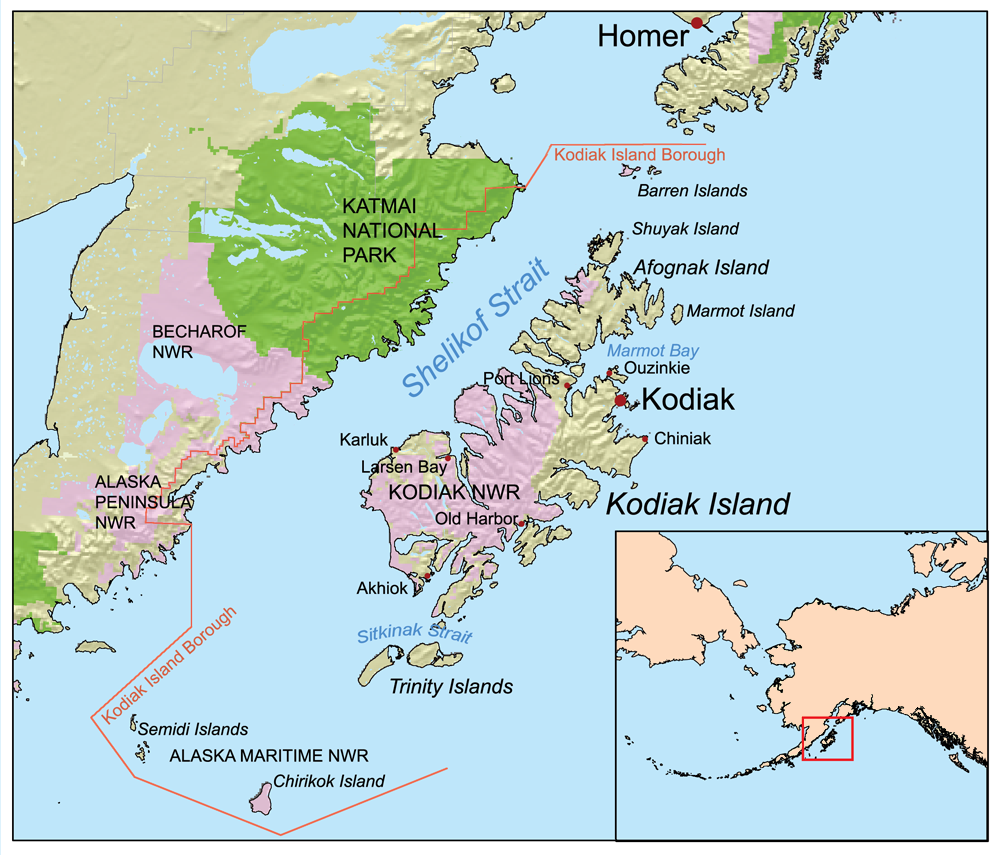
Localització de l'Illa Kodiak

L'Illa Kodiak és una illa dels Estats Units a l'estat d'Alaska. Es troba a la costa sud de l'estat separada del continent per l'Estret de Shelikof.

## Geografia
És la major illa d'Alaska i la segona illa més gran dels Estats Units, després de l'illa Hawaii amb 8.975 km² de superfície. Té 160 km de llarg i varia entre 16 i 96 km d'ample. És l'illa més gran de l'arxipèlag Kodiak.
És una illa muntanyosa i densament forestada en els vessants nord i est i amb pocs arbres en el sud. Té nombroses badies protegides del glaç, ideals per atracar les embarcacions. La major part de l'illa constitueix un refugi per la vida salvatge, l'os de Kodiak i el cranc gegant de Kodiak són espècies natives de l'illa.

## Història
Kodiak és la terra ancestral dels Sugpiaq, una nació Alutiiq de natius d'Alaska. El territori va ser explorat el 1763 pel comerciant de pells rus Stepan Glotov. Va ser el primer lloc d'Alaska on s'establí una ocupació permanent russa a la badia Three Saints, per iniciativa de Grigori Xélikhov, el 1784. Actualment s'hi ha desenvolupat la vila d'Old Harbor. La colònia es va traslladar on actualment és la localitat de Kodiak el 1792, i va esdevenir el centre del comerç de pells rus amb els natius d'Alaska. El 1912 el volcà Novarupta tingué una erupció al continent però va arribar a l'illa cendra volcànica, que va causar una gran devastació. El 1964 un fort terratrèmol i el subseqüent tsunami van afectar l'illa.
En 1784 Grigori Xélikhov amb 130 comerciants de pells russos massacraren (vegeu Massacre d'Awa'uq) centenars de membres de la tribu Qik’rtarmiut Sugpiat ("gent Sugpiaq de Qik’rtaq/Kodiak") dels Alutiiq, homes, dones, i nens a Refuge Rock, un petit faralló davant la costa est de l'illa Sitkalidak. En alutiiq, aquest lloc sagrat és ara conegut com a Awa'uq ', "arribar a ser insensible".
Després de la compra d'Alaska pels Estats Units en, l'illa esdevé part dels Estats Units. Gradualment s'hi establiren estatunidencs, que es dedicaren a la cacera i la pesca.

### Erupció de Novarupta en 1912
Novarupta és un volcà 100 milles (160 km) al nord-oest de l'illa de Kodiak que va entrar en erupció del 6 al 8 de juny de 1912: la major erupció al segle xx. La vida a l'illa de Kodiak es va immobilitzar durant l'erupció de 60 hores. La foscor i les condicions sufocants causades per la caiguda  cendres i diòxid de sofre de gas deixaren als vilatans indefensos. Entre els 500 habitants de Kodiak es van generalitzar el mal als ulls i els problemes respiratoris. L'aigua es va tornar impossible de beure. La comunicació per ràdio va ser interrompuda i la visibilitat era nul·la. Els sostres del poble es van ensorrar sota el pes de les cendres. Els edificis van ser destruïts pels allaus de cendra que van córrer dels vessants propers.
El 9 de juny els vilatans de Kodiak van veure els primers cels clars, lliures de cendres en tres dies, però el seu entorn havia canviat dràsticament. La vida silvestre a l'illa Kodiak va ser devastada per la cendra i la pluja àcida produïda per l'erupció. Els ossos i altres animals grossos van ser encegats per la cendra gruixuda, i molts van morir de fam perquè un gran nombre de plantes i animals petits quedaren coberts per l'erupció. Els ocells es quedaren cecs i van caure a terra recoberts per cendres volcàniques. Fins i tot van ser exterminats els prolífics mosquitss de la regió. Els organismes aquàtics de la regió van morir a les aigües obstruïdes de cendra. El salmó fou destruït en totes les etapes de la vida per l'erupció i els seus efectes posteriors. De 1915 a 1919 la indústria de la pesca del salmó al sud-oest d'Alaska va quedar devastada.

## Divisió administrativa
L'illa de Kodiak és part del Districte de Kodiak Island, i la localitat més gran és la ciutat de Kodiak. D'altres llocs habitats són Ahkiok, Old Harbor, Karluk, Larsen Bay, Port Lions i Ouzinki.

## Clima
El clima de Kodiak és temperat respecte els habituals d'Alaska. Desembre a març és la temporada freda, mentre que de juny a agost és la temporada d'estiu

| Paràmetres climàtics mitjans de Kodiak, Alaska | Paràmetres climàtics mitjans de Kodiak, Alaska | Paràmetres climàtics mitjans de Kodiak, Alaska | Paràmetres climàtics mitjans de Kodiak, Alaska | Paràmetres climàtics mitjans de Kodiak, Alaska | Paràmetres climàtics mitjans de Kodiak, Alaska | Paràmetres climàtics mitjans de Kodiak, Alaska | Paràmetres climàtics mitjans de Kodiak, Alaska | Paràmetres climàtics mitjans de Kodiak, Alaska | Paràmetres climàtics mitjans de Kodiak, Alaska | Paràmetres climàtics mitjans de Kodiak, Alaska | Paràmetres climàtics mitjans de Kodiak, Alaska | Paràmetres climàtics mitjans de Kodiak, Alaska | Paràmetres climàtics mitjans de Kodiak, Alaska |
| Mes                                            | Gen.                                           | Feb.                                           | Mar.                                           | Abr.                                           | Mai.                                           | Jun.                                           | Jul.                                           | Ago.                                           | Set.                                           | Oct.                                           | Nov.                                           | Des.                                           | Anual                                          |
| ---------------------------------------------- | ---------------------------------------------- | ---------------------------------------------- | ---------------------------------------------- | ---------------------------------------------- | ---------------------------------------------- | ---------------------------------------------- | ---------------------------------------------- | ---------------------------------------------- | ---------------------------------------------- | ---------------------------------------------- | ---------------------------------------------- | ---------------------------------------------- | ---------------------------------------------- |
| Font:                                          |                                                |                                                |                                                |                                                |                                                |                                                |                                                |                                                |                                                |                                                |                                                |                                                |                                                |

## Corrents oceànics
En l'Illa de Kodiak el Corrent Costaner d'Alaska, de temperatura càlida, deixa de fluir fregant la costa per continuar viatjant paral·lel a l'Arxipèlag de les Aleutianes. L'Illa Kodiak, es considera el punt on canvia del nom del corrent Costaner d'Alaska que passa a anomenar-se Corrent d'Alaska.